# القانون الأساسي (البغدان والأفلاق)

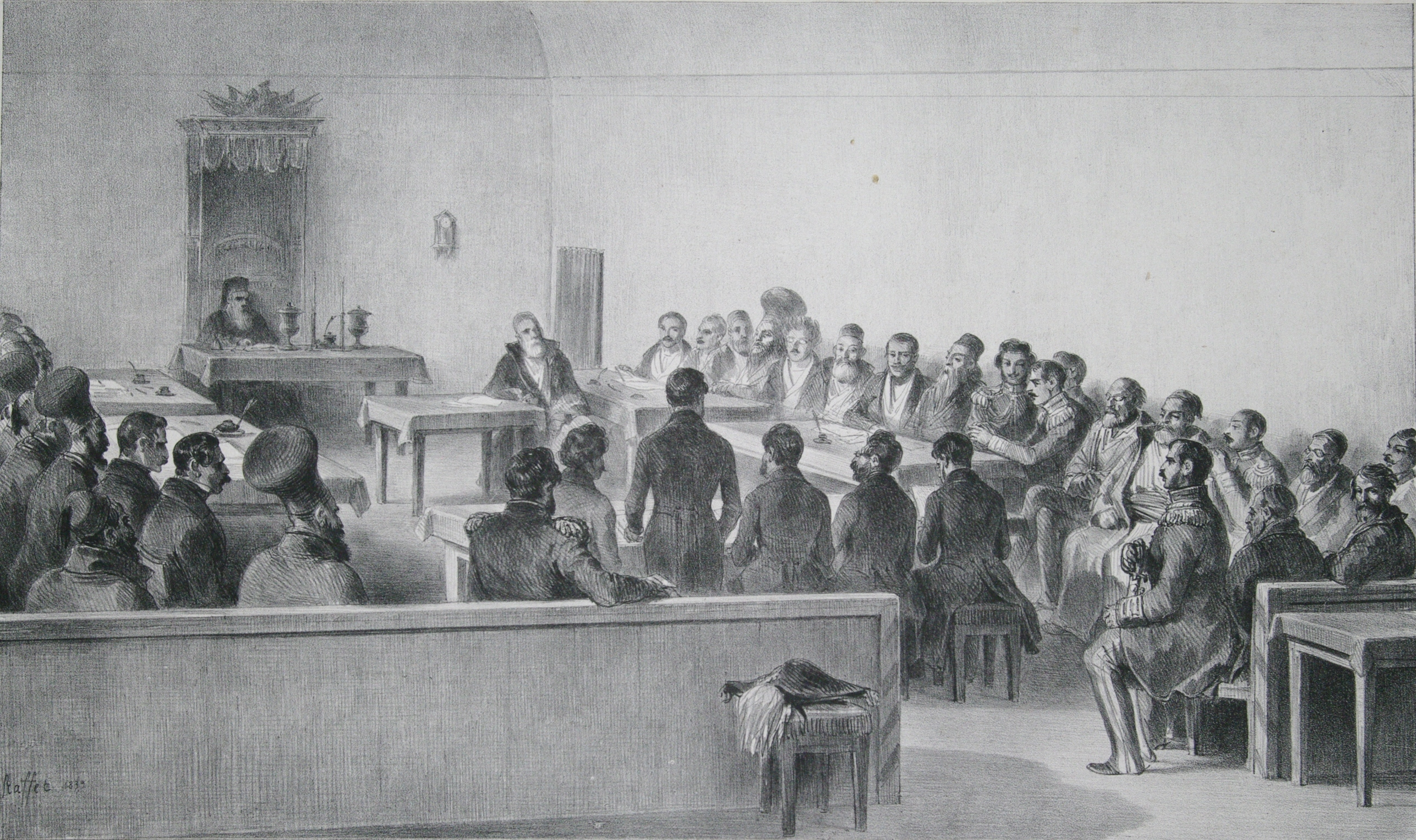
الجمعية العامة، بوخارست، 1837

يعتبر القانون الأساسي قانونًا تنظيميًا حظي بمرتبة شبه دستورية، وطبقته السلطات الإمبراطورية الروسية في العام 1831 في إمارة البغدان ومنطقة الأفلاق (وهما الإمارتان الدانوبيتان اللتان شكّلتا أساس الدولة الرومانية الحديثة). شددت الوثيقة القانونية بصورة جزئية على صيغة الحكومة التقليدية (بما في ذلك حكم الأسياد) وبموجبها أُنشئت محمية روسية مشتركة دامت حتى العام 1854. بقي القانون الأساسي في حيز التنفيذ حتى العام 1858. رغم طبيعته المحافظة، فقد تلت القانونَ حقبة من الإصلاحات غير المسبوقة والتي مهّدت بدورها الطريق لعملية تغريب المجتمع المحلي. منحَ القانون الأساسي الإمارتين أول نظام موحّد للحكومة.

## نبذة تاريخية
نظرًا لاضطرار الإمارتَين دفع الجزية وتقديم سلسلة تنازلات تدريجية عن صلاحياتهما السياسية لصالح لإمبراطورية العثمانية منذ العصور الوسطى، تعرّضتا كذلك لتدخلاتٍ روسية متكررة منذ حملة نهر بروت بين الروس والأتراك (1710-1711)، عندما توغل الجيش الروسي في أراضي إمارة البغدان، وبعد إقامة الإمبراطور بطرس الأكبر صِلات محتملة مع أهالي إمارة الأفلاق. في نهاية الأمر، فرض العثمانيون قبضتهم المُحكمة على المنطقة، عن طريق طبقة الأسياد من يونان الفنار (الذين جاء تعيينهم بصورة مباشرة من الباب العالي). ظل الحكم العثماني على المنطقة محط تنافُس روسي، والتي كان لها تأثير ملحوظٌ في أوساط السكان المحليين، باعتبارها إمبراطورية الكنيسة الأرثوذكسية الشرقية ووارثة بيزنطة. في غضون ذلك، قدم الباب العالي عدة امتيازات لحُكّام وبويار إمارة البغدان والأفلاق، لضمان الحفاظ على حكمه فيها.
منحت معاهدة كيتشوك كاينارجي، التي وقّعها العثمانيون والروس في العام 1774، منحت روسيا حق التدخّل بالنيابة عن الرعايا العثمانيين الأرثوذكس الشرقيين إجمالًا، وهو حق جيّرته روسيا بهدف معاقبة التدخلات العثمانية في الإمارتَين على وجه الخصوص. نتيجة لذلك، تدخلت روسيا للحفاظ على حُكم الأسياد الذين فقدوا الحظوة العثمانية خلال الحروب النابليونية (والتي كانت ذريعة للحرب الروسية التركية 1806-1812)، وأبقت روسيا على وجودها في ولايات الدانوب، وزاحمت الإمبراطورية النمساوية على النفوذ منذ ذلك التاريخ حتى القرن التاسع عشر، وفي العام 1812ضمت بيسارابيا الواقعة في إمارة مولدوفيا.
على الرغم من تدفق موجة اليونانيين الواصلين إلى الإمارتَين باعتبارهما نظامًا بيروقراطيًا جديدًا يفضله الأرستقراطيون، بقيت طبقات المجتمع التقليدية (الديوان) واقعة تحت السيطرة المُحكمة لعدد من عائلات البويار العليا، والذين رغم تزاوجهم مع أفراد المجتمعات الجديدة، عارضوا المحاولات الإصلاحية –ونجحوا في الحفاظ على امتيازاتهم عبر الشكوى ضدّ منافسيهم لدى كلّ من إستانبول وسانت بطرسبرغ.
في العقود الأخيرة من القرن الثامن عشر، أفضتْ الأهمية الاستراتيجية المتزايدة للمنطقة إلى تأسيس قنصليات تمثل القوى الأوروبية المعنيّة مباشرةً بمتابعة التطورات المحلية (روسيا، والإمبراطورية النمساوية، وفرنسا؛ ولاحقًا افتُتحت قنصليات بريطانية وبروسية كذلك). تُذكر طريقة إضافية اتّبعها القناصل بهدف ممارسة سياسات معينة عبْر منْح مكانة متميزة وحماية لعدة شخصيات عُرفت باسم «رعايا» (في اصطلاحات ذلك الزمان) تنتمي لهذه القوة الأجنبية أو تلك.
وقع حدَثٌ مؤثر في العام 1821، عندما أدى صعود القومية اليونانية في عدة مناطق في البلقان بالتزامن مع حرب الاستقلال اليونانية إلى احتلال المجتمع الودّي تينك الإمارتَين، وقد كان المجتمع عبارةً عن جمعية سرية يونانية سعت للحصول على الاعتراف الروسي، وحصلت عليها مبدئيًا. على العكس ممّا أنجزه المجتمع الودّي في البغدان بالاستيلاء على الحكومة، فقد واجه وضعًا أكثر تعقيدًا في إمارة الأفلاق، حيث حاولت طبقة الأوصياء من البويار دفعَ القوميين اليونانيين المناهضين للعثمانيين الاعتراف حكمهم ورفض مؤسسات يونان الفنار. وجد الفرقاء حلًا وسطًا تمثّل في دعمهم المشترك لتيودور فلاديميرسكو، الذي كان زعيم ميليشا مسلّحة من أولتينيا وحرض سابقًا على تمرد ضدّ حُكم يونان الفنار (وبوصفه واحدًا من الرعايا الروس، كان يُؤمَل أن يتمكن فلاديميرسكو من طمأنة روسيا أن التمرد لم يكن معاديًا لنفوذها).
وبالرغم من ذلك، فإن وقف الدعم الروسي لفلاديميرسكو نهائيًا دفعه للحصول على اتفاق جديد مع العثمانيين، وتُرك ليواجه مصير الإعدام على أيدي حِلفٍ ضمّ عناصر من التجمّع الودّي والسكان المحليين الذين سئموا الوضع (والذين أثار مخاوفَهم برنامج فلاديميرسكوالجديد المناهض للبويار)؛ وبعد أن غزا العثمانيون المنطقة وقضوا على سلطة التجمّع الودّي، تحقّق للبويار، الذين في وضع الطرف المحايد حتى ذلك الحين، تحقّقت لهم نهاية نظام يونان الفنار، بدعم من الباب العالي.

## اتفاقية آق كرمان ومعاهدة أدرنة
اتّسمت الفترة الأولى لِحُكم السكان المحليين –إيوني ساندو ستورزا أمير البغدان وغريغوري الرابع غيكا أمير الأفلاق– بِقِصَرِها الزمني: على الرغم من أن علاقة النظام الزبوني بين أُمراء طبقة يونان الفنار والحاكم الأجنبي لم تُعتَمد مرة ثانية أبدًا، فقد خلع الجيش الروس ستروزا وغيكا خلال الحرب الروسية التركية 1828-1829. تميزت فترة وجود ستروزا على العرش بحدوث تطور داخلي جوهري: بُتّ في المقترح الأخير ضمن سلسلة من المقترحات الدستورية، والتي طرحها البويار كوسيلة للحدّ من صلاحيات الأمراء، وذلك في صراع واضح بين الطبقة السفلى من البويار ذات الوضع المتدهور سريعًا (والذين كانوا يشكّلون أصلًا المستوى الأعلى للطبقة الوسطى، وليسوا شريحةً من النبلاء التقليدية) مقابل العائلات رفيعة المستوى والتي حصلت على الكلمة الأخيرة في السياسة. هُزم داعم المقترح الدستوري ذلك، إيونيك تاوتو، في الديوان بعد أن انحاز القنصل الروسي إلى طرف المحافظين (تعبيرًا عن وجهة النظر الرسمية بأن الأهداف الأرستقراطية الجمهورية والليبرالية للوثيقة يمكن لها أن تشكل خطرًا يقوض المعاهدات الدولية القائمة).
في 7 أكتوبر 1826، تفاوضت الإمبراطورية العثمانية مع روسيا –بغرض منع تدخلها في حرب الاستقلال اليونانية–على وضع جديد للمنطقة في آق كرمان، وهو وضع أخذ بالاعتبار عدة طلبات للسكان المحليين: كانت اتفاقية آق كرمان المترتبة على ذلك  هي الوثيقة الرسمية الأولى التي تُلغي مبدأ نظام طبقة يونان الفنار، والتي نصّت كذلك على تحديد فترات سبع سنوات للأمراء الجدد الذين ينتخبهم الديوان، وإعطاء الإمارتَين الحق في الاشتراك بتجارة دولية دونما شروط (على عكس العُرف المتّبع في القيود التي تفرضها الحمائية العثمانية، إنما سمحت لإستانبول حصرًا فرض أولوياتها في مجال تجارة الحبوب). كما جاءت الاتفاقية على ذِكر أول إشارة إلى اللوائح الجديدة، التي فرضتها السلطتان بوصفهما وثائق ناظِمة، لم تكتمل صياغتها إلا في فترة ما بعد الحرب –رغم تعيين ستروزا وغيكا لجانًا كُلّفت بتبني مثل تلك المشاريع.
دُشّن الوجود العسكري الروسي على أراضي الإمارتَين في الأيام الأولى من الحرب: ومع أواخر أبريل 1828، وصل جيش بطرس فيتغينشتاين الروسي إلى نهر الدانوب (وفي مايو، غزا الروس أراضي بلغاريا المعاصرة). سرعان ما انقلبت الحملة إلى وضع مستنزِف للاقتصاد المحلي، وامتدت حتى العام التالي، وتزامنت مع الطاعون الدملي المدمر ووباء الكوليرا (اللذين تسبّبا في مقتل 1.6% تقريبًا من السكان في كلا البلدين): وبحسب ما ذكره المراقبون البريطانيون، فقد كان يُراد لإمارة الأفلاق أن تغرّم نفسها للدائنين الأوروبيين بمبلغ قدره عشرة ملايين قرش، بغرض تلبية احتياجات الجيش الروسي. وجّه الكاتب الفرنسي مارك جيراردان اتهاماتٍ واسعة النطاق بالنهب، وهو الذي زار المنطقة في عقد الثلاثينيات من القرن التاسع عشر؛ وادّعى جيراردان أن الجنود الروس صادروا مُعظم الماشية لتلبية احتياجاتهم، وأن الضباط الروس أهانوا الطبقة السياسية بالإعلان على الملأ بقولهم إنه في حالة نقص إمدادات الثيران، يتوجب ربط نبلاء البويار بالعربات بدلًا من الثيران. وهو الاتهام الذي أثبتَه يوحنا غيكة كذلك في مذكراته.